# Бюльбюль-бородань рудохвостий
Бюльбю́ль-бородань рудохвостий (Criniger calurus) — вид горобцеподібних птахів родини бюльбюлевих (Pycnonotidae). Мешкає в Західній і Центральній Африці.

## Підвиди
Виділяють три підвиди:
- C. c. verreauxi Sharpe, 1871 — поширений від Сенегалу до південно-західної Нігерії;
- C. c. calurus (Cassin, 1856) — поширений від південної Нігерії до заходу ДР Конго;
- C. c. emini Chapin, 1948 — поширений від північно-східної Анголи і заходу ДР Конго до Уганди і заходу Танзанії.

Бюльбюль-бородань заїрський раніше вважався підвидом рудохвостого бюльбюля-бороданя.

## Поширення і екологія
Рудохвості бюльбюлі-бородані живуть у вологих рівнинних і гірських тропічних лісах.